# 澳大利亞II號
澳大利亞II號（英語：Australia II），澳大利亞的12米級別競速帆船，於1982年下水，並於1983年為珀斯遊艇會奪得美國杯冠軍，以創新的龍骨設計，成功打破了紐約遊艇會對美國杯132年來的壟斷。
1980年代中旬，澳大利亞II號的船主龐雅倫將它售予澳大利亞政府，並於1991至2000年間外借予悉尼澳大利亞國家海事博物館，及後移送往弗里曼特爾西澳大利亞博物館的現址繼續展出。

## 伸延閱讀

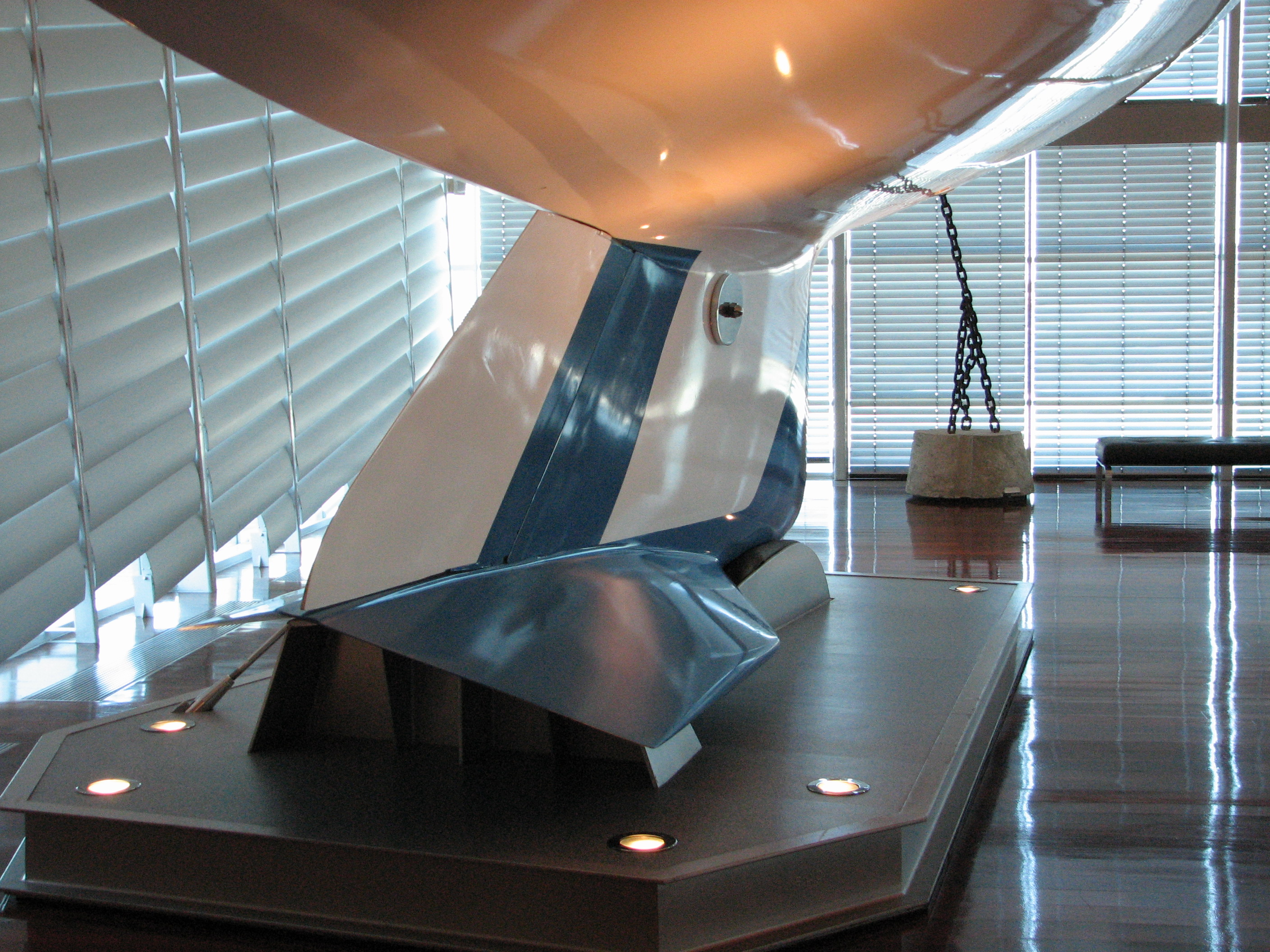
澳大利亞II號的機翼龍骨

- Schmitt, Hugh. (1987) Australia II – details on the housing of the yacht The West Australian 28 May 1987, p. 16a-c b

## 外部連結
- 33rd America's Cup: Where are they now: Australia II  KA 6
- 澳大利亚II号 西澳大利亞博物館 （页面存档备份，存于）（简体中文）

31°56′58″S 115°51′41″E / 31.949560°S 115.861391°E